# 眼球譚
『眼球譚』（がんきゅうたん、原題：Histoire de l'œil）は、1928年にジョルジュ・バタイユがロード・オーシュ（原綴：Lord Auch 。「オーシュ卿」と訳せるが「排便する神」「便所の神」程度の意味で付けた偽名）のペンネームで発表した処女小説、およびそれを大幅に改稿して、1947年に発表した小説。
ある男性が過去を回想するという形で、語り手とその遠戚の少女シモーヌが繰り広げる奇妙な「遊び」と、シモーヌと同じ町に住む少女マルセルをはじめとする人々がその「遊び」に巻き込まれるさまを描いている。
邦訳を生田耕作が、挿絵を山本六三が手掛けたものが広く読まれている。1974年にはベルギーの映画監督パトリック・ロンシャンプスが「シモーナ」のタイトルで映画化している。
本作は1928年に発行された「初稿」と、大幅に改稿され1947年に発行された「新版」が存在し、それらを底本とする翻訳も存在する。二つのバージョンの物語の大筋は同じだが、文章は全く違うものとなっており、2004年にガリマール書店から発売された叢書では、両方のバージョンを収録している。
本項ではこれらすべてについて解説し、原文のうち、1928年に発行されたバージョンを「初稿」、1947年に発行された「新版」とし、「初稿」を底本に生田耕作が翻訳したバージョンを『眼球譚』、「新版」を底本に、中条省平が翻訳したバージョンを『目玉の話』とする。また、作品全体について触れるときは「本作」とする。

## あらすじ

### 新版
「私」は、遠戚の少女シモーヌが猫にやるための牛乳の入った皿に尻をつけるところを見せつけられたことをきっかけに、奇妙な性的関係をもった。
ある日、シモーヌと同じ町に住む少女マルセルが二人の戯れを見てしまうが、逆にシモーヌによってその遊びに巻きこまれた。
その後、シモーヌはマルセルをパーティーに呼び、パーティーの参加者である同年代の少年少女たちにシャンパンをふるまった。そこでマルセルはシモーヌの淫らな姿に触発され、ノルマンディ製の衣装ダンスの中で自慰をし、その際失禁してしまう。
乱痴気騒ぎの中、「私」はシモーヌの異変に気付いて衣装ダンスを開けるが、親たちが駆け付けたせいでマルセルは発狂してしまい、結果として彼女は精神病院に入院させられた。
精神病院に「私」と侵入したシモーヌは、マルセルと互いの自慰を遠くから見せ合った。その後、シモーヌと「私」は卵を使った遊びを始めた。「私」は「放尿する」という言葉から何を連想するのかシモーヌに尋ねると、彼女は「抉りだす」と答え、目や赤いもの、太陽をカミソリで抉り出すと答えた。さらに彼女は卵は子牛の目玉のようで、卵の形は目玉と同じであると話し、言葉遊びを続けた。
シモーヌと「私」は、マルセルを入院先の精神病院からシモーヌの自宅へ連れ出した。そのさいマルセルから枢密卿から自分を守るように尋ねられる。「私」が枢密卿は誰を指すのか尋ねると、マルセルは「自分を衣装ダンスに閉じ込めた、ギロチン係のお坊さん」と答えた。「私」は衣装ダンス事件の際、赤いパーティー用の三角帽子をかぶり、けが人と性交したせいで血だらけになっていた自分の姿を枢密卿と同一視していることに気付て不安を覚えた。
「私」の不安は的中し、マルセルはノルマンディ製の衣装ダンスを見て発狂した時の状況を思い出してしまい、衣装ダンスの中で首つり自殺をした。いらだちのあまりシモーヌはマルセルの遺体に放尿し、それ以来シモーヌは精神的に不安定になった。
その後、「私」とシモーヌの二人は、シモーヌを愛人としてスペインに連れ帰ろうとしたイギリス人エドモンド卿とともにスペインへ逃走した。
エドモンド卿は娼婦を巻き込んだ淫らな遊びを二人にさせてくれたが、シモーヌは闘牛の方を気に入っていた。エドモンド卿から「闘牛士たちは最初に死んだ牛の金玉を網焼きにしてもらい、それを食べながら次の牛が殺される様子を観客席で見る」という話を聞いたシモーヌは、生の牡牛の金玉が欲しいとエドモンド卿に頼み込んで手に入れた。
花形闘牛士グラネロの試合中、シモーヌは一つの金玉をかじり、もう一つの金玉をあらわにした自らの陰部に入れた。グラネロは牛に突かれて死に、右目がだらりと垂れていた。
その後、エドモンド卿はドン・ファンの眠る教会へ「私」とシモーヌを連れて行った。
シモーヌはドン・アミナド司祭の目の前で自らの陰部をさすり、告解室のドアを開けて、司祭の陰茎を口に含み、彼の上にまたがって放尿し、「私」は彼女の尻に顔を突っ込んだ。様子を見ていたエドモンド卿は聖櫃のカギを見つけ、聖体入れと聖杯を持ってきた。シモーヌは聖体であるパンは精液のにおいがするといい、エドモンド卿は聖杯に入れるワインは白ワインでそれが小便を表すからだと答えた。
シモーヌは聖杯で司祭を殴り、彼の陰茎に吸い付きながら、聖杯を彼の尿で満たしてから飲ませ、聖杯を壁に投げつけ、精液をパンで受け止めた。
エドモンド卿はシモーヌと性交するように命じたが、司祭は「私たちは絞首刑にされるだろう、だがお前たちの方が最初に刑に処される」と怒りをあらわにした。エドモンド卿はひるむことなく司祭を投げ飛ばし、「男性は首をくくられたとき、激しく勃起して射精する」という話をした。シモーヌはエドモンド卿に命じられ、司祭の上に馬乗りになると、司祭の陰茎を自らの女陰に入れながら首を絞めていった。シモーヌが司祭の死体に寄って来たハエを追い払おうとしたとき、ハエが眼球の上に止まろうとして滑るようすが目に入り、エドモンド卿に眼球が欲しいと頼んだ。エドモンド卿は財布からはさみを出して目玉を切り離し、シモーヌにあげた。彼女は目玉を自らの身体の上で転がし、「私」と性交している間は、エドモンド卿が二人の身体の間で眼球を転がした。射精したとき、「私」はシモーヌの女陰の中の眼球がマルセルのもののように見えた。
その後、三人は変装を繰り返しながらスペイン中を移動して回った末、エドモンド卿がジブラルタルで購入したヨットに乗ってスペインを去った。
成人を過ぎたころ、「私」はこの物語で司祭が死ぬ場面を書いている途中で、実際にあった闘牛の死亡事故を思い出し、闘牛士が死ぬ場面を書いていたときに、司祭が目玉を引き抜かれる場面とほぼ同じことが実際の事故であったことに気付く。
「私」は友人である医者に闘牛の場面を読み聞かせ、解剖学概論を見せてもらい、動物の睾丸も人間の睾丸も卵型をしており、ともに眼球のような色彩と形状をしていることを知る。
そして、「私」は、厳格な父が梅毒を患った末に発狂し、母が「私」との喧嘩の末に精神不調に陥り自殺未遂をしたという過去が、この物語を書くきっかけになったとしめくくった。

## 登場人物
私
本作の主人公で、語り手でもある。
シモーヌ
「私」の遠戚にあたる黒い髪の少女で、Xという町に住んでいる。「私」からはまじめな人物だと評されているが、少女時代から感覚をかき乱すものへの興味が強く、放蕩を重ねた。
マルセル
シモーヌの友人である金髪の少女。敬虔だが、意志薄弱な人物。
シモーヌの母
「私」の遠戚で、シモーヌの母。模範的な人物だが、娘の奇妙な遊びに困惑し、止めることができずにいる。
エドモンド卿
シモーヌを愛人にしようとしたイギリス人で、マルセルの死後、「私」とシモーヌをスペインに連れて行った。
グラネロ
シモーヌがスペインで気に入った闘牛士。
ドン・アミナド
スペインの教会の司祭である、金髪の美男子。

## 続編の草案
本作には続編の構想があったが、続編が作られることはなかった。
15年の間、シモーヌは放蕩の末に手違いによって拷問の行われる収容所に囚われた。苦しい日々が続く中、35歳になったシモーヌはセビリアの青ざめた女と出会い、回心しかけた。
シモーヌは女拷問人や青ざめた女との闘いの末、苦しみの中、愛を交わすように死んだ。

## 日本語版について
本作の日本語訳として、生田耕作が『眼球譚』という邦題で「初稿」および「新版」を翻訳したものを幾度か発表した。
2006年には、中条省平が「新版」を底本に、『目玉の話』という邦題で日本語版を発表した。
中条は原文を読んだ際、対話者を想定した一人称による語りという観点から谷崎潤一郎の『卍』や『痴人の愛』を連想し、「私」（語り手）による告白体として翻訳した。
また、本作では眼球と卵と睾丸という3つの存在が、楕円的球体という似通った形を持ち、フランス語での発音も"oeil"（ウユ、眼球）、"oeuf"（ウフ、卵）、"couille"(クユ、睾丸)と似通っており、中条は音韻を踏むためにこれら3つの存在を「目玉」「玉子」「金玉」と表現した。

### 書誌情報
- 『眼球譚』生田耕作訳、二見書房「バタイユ著作集」、1972年 / 改訳版 河出文庫、2003年
- 『マダム・エドワルダ / 目玉の話』中条省平訳、光文社古典新訳文庫、2006年

## 評価
中条省平は、本作について、バタイユの精神的自伝であり、作中で描かれた闘牛士の死もバタイユが24歳の時に留学先で見た闘牛士マヌエル・グラネロが死亡する事故が基になっているとしつつも、放蕩と性的遊戯、狂気と自殺、涜聖などの描写からマルキ・ド・サドの著作物に匹敵するほど異様な作品であり、非人間的な世界を描いた物語そのものはフィクションであると断言している。
また、中条は「初稿」の熱に浮かされたような荒々しさを評価しつつも、バタイユの円熟期に発表された「新版」に比べると、はるかに見劣りするとし、「新版」を底本とした理由とした。

### 日本語版
中条省平は、『眼球譚』について、「生田訳のバタイユは私にとっても、一時期、聖典だった。」と称賛しつつも、「日常的散文の部分と哲学的表現の乖離の度合いが高い」とした。

## 大衆文化への影響

### ビョーク『少年ヴィーナス』
アイスランドのミュージシャン・ビョークは本作を気に入っており、1993年に発表した楽曲『少年ヴィーナス』（"Venus as a Boy"）はそれに影響されて作られた。
本作でシモーヌが卵を用いて性的な遊戯にふける場面から、ビョークは『少年ヴィーナス』のミュージックビデオに卵を使うことを考えており、撮影の数日前にビデオの監督を務めたソフィー・ミュラーに本作の書籍を渡した。ところが、ミュラーは時間がなくて読むひまがなかったため、ビョークが意図していたものとは違う内容になった。撮影後ミュラーは本作を読んでビョークの意図を理解した 。

また、ビョークがシュガーキューブス解散前に所属していたバンド Kuklが1984年に発表したデビューアルバム "The Eye"でも本作に関する言及がある。

### その他
- 本作の冒頭でシモーヌが猫にやるための牛乳の入った皿に尻をつける場面は、ジャン＝リュック・ゴダールが1967年に制作・公開した映画『ウイークエンド』に引用された[9]。
- カナダのバンド、オブ・モントリオールが発表した楽曲"The Past Is a Grotesque Animal"（アルバム『ヒシング・ファウナ・アー・ユー・ディストロイヤー』"en:Hissing Fauna, Are You the Destroyer?"に収録）の歌詞には、本作に関する言及がある [10]。